# Gorgoglione
Gorgoglione es un municipio situado en el territorio de la provincia de Matera, en  Basilicata (Italia).

## Demografía
| Gráfica de evolución demográfica de Gorgoglione entre 1861 y 2010 |
|                                                                   |
| fuente ISTAT - elaboración gráfica a cargo de Wikipedia           |